# Joan Sims
Irene Joan Marion Sims (* 9. Mai 1930 in Laindon, Essex, Großbritannien; † 28. Juni 2001 in London) war eine britische Schauspielerin.

## Leben
Joan Sims wurde als Tochter eines Bahnhofsvorstehers geboren. Sie verbrachte viel Zeit auf dem Bahnhof ihres Vaters und imitierte die Passagiere. Schon in ihrer Jugend trat sie auch in Amateurtheaterproduktionen auf. Eine Freundin ihrer Kindheit war ihre spätere Kollegin Dilys Laye. In der Schule fiel sie immer wieder damit auf, dass sie die Klasse mit ihren Scherzen unterhielt. Am West End debütierte sie im Stück Intimacy at Eight und trat in der Folgezeit in Theatern in Manchester, Glasgow und Salisbury auf. 1946 versuchte sie erstmals, an einer Schauspielschule aufgenommen zu werden. Allerdings fiel sie durch und erst bei ihrem vierten Versuch hatte sie Erfolg und wurde 1950 graduiert. Beim Film debütierte sie 1953 in Will any Gentlemen. Unter anderem war der Regisseur des Filmes Michael Anderson einer der Gutachter, der sie durch eine der Aufnahmeprüfungen an der Schauspielschule fallen ließ. Seit The Belles of St. Trinian’s (1954) war sie auf komische Rollen festgelegt. In dieser Zeit hatte sie auch eine kurze Affäre mit Tyrone Power. Ihre Beziehung zu Anthony Baird musste sie auf den Wunsch ihrer Eltern beenden, die die „wilde Ehe“ nicht akzeptierten.
Ihren ersten größeren Erfolg hatte sie als frustrierte Krankenschwester im ersten Film der Doktor-Filmreihe Aber, Herr Doktor…. In dieser Zeit spielte sie vor allem junge Frauen ohne Selbstbewusstsein und „Häßliche Entlein“. Bei den Dreharbeiten zu Aber, Herr Doktor fiel sie dem Mann der Produzentin des Films, Betty E. Box – Peter Rogers – auf, der ebenfalls Filmproduzent war. So wurde sie vier Jahre später für den zweiten Teil der Carry-On…-Filmreihe besetzt. Sie spielte sogar schon in Carry On Admiral mit, der allerdings trotz ähnlichen Titels nicht zur Carry-On…-Filmreihe gehört. Nur in sechs der weiteren 29 Filmen sollte sie fehlen, was ihr den Spitznamen The First Lady of Carry On einbrachte (nicht den Titel Queen of Carry On – diesen Titel bekam Barbara Windsor, obwohl diese in nur neun Teilen mitwirkte). Auch in drei weiteren Filmen der Doktor-Reihe war sie zu sehen. Manchmal verkörperte sie spröde und resolute Frauen, manchmal vernachlässigte, liebebedürftige, manchmal auch naive. Häufig war sie Filmpartnerin von Sidney James, Kenneth Williams oder Peter Butterworth. Mit Sidney James spielte sie in 17 Filmen zusammen, meist als Ehepaar. Das ist ein filmhistorischer Rekord.
Bei den Dreharbeiten zu Liebe in der Dämmerung (Love Among the Ruins, Fernsehfilm, 1975) freundete sich Joan Sims mit Katharine Hepburn an. Nachdem die Carry-on…-Filmreihe 1978 ein vorläufiges Ende gefunden hatte, wurde Joan Sims zu einer vielbeschäftigten Fernsehdarstellerin. Zum Theater kehrte sie seit ihrem Durchbruch als Filmschauspielerin nur noch viermal zurück. Nach dem Tod ihrer Mutter, ihres Agenten und ihrer guten Freundin Hattie Jacques entwickelte Joan Sims Anfang der 1980er Jahre eine Alkoholabhängigkeit. 1988 war die Verfilmung eines neuen Carry-On… geplant, allerdings verhinderten die Tode von Charles Hawtrey und Kenneth Williams den Beginn der Dreharbeiten zu Carry On Again Nurse. In der Neuauflage der Carry-On-Reihe sollte Sims 1992 Isabella von Spanien spielen. Sie lehnte jedoch wegen des ihrer Meinung nach schlechten Skripts ab und die Rolle ging an June Whitfield. Joan Sims spielte in ihrer Karriere weit über 100 Film- und Fernsehrollen.
Joan Sims, die zeitlebens unverheiratet war, verstarb am 28. Juni 2001 nach einer Operation und mehrwöchigem Koma im Londoner Royal Hospital Chelsea. Während ihres Todes hielt ihre langjährige Freundin Norah Holland, die auch Joan Sims Bodydouble war, ihre Hand. Ihre Urne ist auf dem Putney Vale Cemetery in London beigesetzt. Ihr zu Ehren wurde 2002 der Tribute The Unforgettable Joan Sims in der BBC ausgestrahlt. In der Nähe der Thackeray Street, Kensington wurde 2002 eine ihr zu Ehren angebrachte Plakette enthüllt, 2005 auch an ihrem Geburtshaus in Laindon.
Ihr Spitzname war „Queen of Puddings“. Im Fernsehfilm Kenneth Williams: Fantabulosa!, der Autobiografie von Kenneth Williams, wird Joan Sims von Beatie Edney verkörpert.

## Filmografie (Auswahl)
- 1953: Hypnose gefällig …? (Will Any Gentleman …?)
- 1953: Ich und der Herr Direktor (Trouble in Store)
- 1953: Jim, der letzte Sieger (The Square Ring)
- 1954: Aber, Herr Doktor… (Doctor in the House)
- 1954: Die jungen Liebenden (The Young Lovers)
- 1954: Die Schönen von St. Trinians (The Belles of St. Trinian’s)
- 1954: Was jede Frau sich wünscht (What Every Woman Wants)
- 1955: Doktor Ahoi! (Doctor at Sea)
- 1955: Hahn im Korb (As Long as They're Happy)
- 1956–1957: Seeabenteuer (The Buccaneers) (Fernsehserie, 2 Folgen)
- 1956: Täter unbekannt (Lost)
- 1957: Die nackte Wahrheit (The Naked Truth)
- 1957: Ein Spatz in der Hand (Just My Luck)
- 1958: Eddie, Tod und Teufel (Passport to Shame)
- 1959: 41 Grad Liebe (Carry On Nurse)
- 1959: Ist ja irre – Lauter liebenswerte Lehrer (Carry On Teacher)
- 1959: Die liebestolle Familie (Please Turn Over)
- 1959: Der Luxus Käpt’n (The Captain's Table), Regie: Jack Lee
- 1959: Treppauf – Treppab (Upstairs and Downstairs), Regie: Ralph Thomas
- 1960: Dreimal Liebe täglich (Doctor in Love)
- 1960: Ist ja irre – Diese strammen Polizisten (Carry On, Constable)
- 1960: Ist ja irre – Unser Torpedo kommt zurück (Watch Your Stern)
- 1960–1962: Our House (Fernsehserie)
- 1961: Nicht so toll, Süßer (Carry On Regardless)
- 1962: Die eiserne Jungfrau (The Iron Maiden)
- 1962: Das letzte Wort hat sie (A Pair of Briefs)
- 1963: Krankenschwester auf Rädern (Nurse on Wheels)
- 1964: Ist ja irre – Cäsar liebt Cleopatra (Carry On Cleo)
- 1965: Hilfe, Touristen! (San Ferry Ann)
- 1965: Ist ja irre – der dreiste Cowboy (Carry On Cowboy)
- 1966: Hilfe, sie liebt mich nicht! (Doctor in Clover)
- 1966: Ist ja irre – Alarm im Gruselschloß (Carry On Screaming!)
- 1967: Ist ja irre – Nur nicht den Kopf verlieren (Don’t Lose Your Head)
- 1967–1975: Bis daß der Tod euch scheidet (Till Death Do Us Part) (Fernsehserie, 13 Folgen)
- 1967: Ist ja irre – In der Wüste fließt kein Wasser (Follow That Camel)
- 1967: Das total verrückte Krankenhaus (Carry On Doctor)
- 1968: Alles unter Kontrolle – keiner blickt durch (Carry On… Up the Khyber)
- 1969: Das total verrückte Campingparadies (Carry On Camping)
- 1969: Das total verrückte Irrenhaus (Carry On Again Doctor)
- 1970: Ein blinder Passagier hat's schwer (Doctor in Trouble)
- 1970: The Kenneth Williams Show (Fernsehserie)
- 1970: Liebe, Liebe usw. (Carry On Loving)
- 1970: Die total verrückte Königin der Amazonen (Carry On Up the Jungle)
- 1971: Aber aber, Vater! (Father, Dear Father) (Fernsehserie, 1 Folge)
- 1971: Heinrichs Bettgeschichten oder Wie der Knoblauch nach England kam (Carry On Henry)
- 1971: Die herrlichen sieben Todsünden (The Magnificent Seven Deadly Sins)
- 1971: Ein Streik kommt selten allein (Carry On At Your Convenience)
- 1972: Die total verrückte Oberschwester (Carry On Matron)
- 1972: Ein total verrückter Urlaub (Carry On Abroad)
- 1973: Mißwahl auf Englisch (Carry On Girls)
- 1973: Nicht jetzt, Liebling (Not Now Darling), Regie: Ray Cooney & David Croft
- 1974: Mach’ weiter, Dick! (Carry On Dick)
- 1975: Der total verrückte Mumienschreck (Carry On Behind)
- 1975: Liebe in der Dämmerung (Love Among the ruins) (Fernsehfilm)
- 1975: Wer hat unseren Dinosaurier geklaut? (One of Our Dinosaurs Is Missing)
- 1976: Retter der Nation (Carry On England)
- 1978: Mach’ weiter, Emmanuelle (Carry On Emmannuelle)
- 1979–1986: Bei uns liegen Sie richtig (In Loving Memory) (Fernsehserie, 3 Folgen)
- 1979: Die Vogelscheuche (Worzel Gummidge) (Fernsehserie, 8 Folgen)
- 1980: Die Abenteuer des Dick Turpin (Dick Turpin) (Fernsehserie, 1 Folge)
- 1985: Miss Marple: Ein Mord wird angekündigt (Miss Marple: A Murder is Announced) (Fernsehreihe)
- 1985: Die Zwillingsschwestern (Deceptions) (Fernseh-Miniserie)
- 1986: Supergran: Die Oma aus dem 21. Jahrhundert (Super Gran) (Fernsehserie, 1 Folge)
- 1996: Das Gespenst von Canterville (The Canterville Ghost) (Fernsehfilm)
- 2000: The Last of the Blonde Bombshells (Regie: Gillies MacKinnon)

## Schriften
- Joan Sims: High Spirits. Partridge, London 2000, ISBN 1-85225-280-4. (Autobiografie)